# ISO 3166-2:HK
Die zur Kennzeichnung geografischer Einheiten dienende Liste der ISO 3166-2-Codes für  Hongkong enthält ausschließlich den Code für  Hongkong. Es existieren keine weiteren Unterteilungen.

Dieser Code besteht nur aus einem Teil. Dieser gibt den Code gemäß ISO 3166-1 (für  Hongkong HK) wieder.
Die aktuellen Codes stehen auf der Seite der ISO unter #iso:code:3166:HK zur Verfügung.

Hongkong ist auch unter dem Code CN-HK in der ISO 3166-2:CN für China aufgenommen.